# Christian Pedersen
Pour les articles homonymes, voir Pedersen.
Christian Pedersen, né le 17 septembre 1920 à Horsens et mort le 24 novembre 1999 à Kongens Lyngby (en), est un coureur cycliste danois, dont la carrière s'étend sur une quinzaine d'années. Âgé de 33 ans, il remporte en 1953 la sixième édition de la Course de la Paix.

## Biographie
Christian Pedersen commence la compétition en 1938. Comme tous les sportifs de sa génération, c'est dans les conditions de la Seconde Guerre mondiale, de l'occupation de son pays, et de sa libération tardive, que débute l'activité cycliste de Christian Pedersen, limitée à l'espace géographique danois. Il remporte en 1942 le titre de Champion du Danemark sur route, titre qu'il renouvelle chaque année jusqu'en 1947. Il est sélectionné dans l'équipe danoise qui participe aux Jeux olympiques d'été à Londres (1948). En 1949, il remporte avec l'équipe danoise, le Championnat des pays nordiques, succès qu'il réitère en 1951 et 1955 avec des équipiers différents. Entre-temps se situe la victoire la plus importante de sa carrière, la Course de la Paix. Il compte à son palmarès plusieurs compétitions danoises et un nombre important de participations au championnat du monde des amateurs.

### LaCourse de la Paix1953
En 1953, dans cette épreuve cycliste à laquelle il avait pris part en 1952, sans la terminer, il accompagne son succès d'une victoire d'étape. Et l'équipe du Danemark est bien près de réaliser un doublé "victoire individuelle-victoire par équipes". En tête du challenge des équipes, au soir de la 10e étape, les danois ne sont débordés que le onzième jour de course, l'avant-veille de l'arrivée finale, par les Allemands de la RDA, dont l'étoile montante est Gustav Schur. Ils demeurent seconds de ce classement, tandis que les 2 plus hautes marches du podium individuel final sont occupées par Pedersen pour la plus haute et par un autre membre de l'équipe danoise, Hans E. Andresen. Christian Pedersen s'était emparé du maillot jaune au soir de la 2e étape qu'il venait de gagner, s'en était vu déposséder le lendemain par le coureur autrichien Fantz Deutsch, réalisateur lui aussi du doublon, et le reprenait le surlendemain. Mais la 6e étape entre Karl Marx Stadt et Leipzig redistribue les cartes...au sein de l'équipe danoise : Hans Andresen, échappé et 2e de l'étape prend le "tricot" de couleur jaune. Pour guère de temps. La 8e étape, mène les coureurs de Berlin à Görlitz. La frontière polonaise n'est pas loin, et Perdersen va au charbon. Il intègre une échappée, qui va "au bout" et qui prend 15 minutes à l'ensemble  du peloton. Andresen, intercalé, ne perd que 8 minutes et... la première place que son équipier reconquiert pour ne plus la lâcher. La "Course des trois capitales" s'achève sur le doublé danois, Christian Pedersen 1er, Hans-Edmund Andresen 2e, suivis par deux coureurs de la RDA. Il ne reste aux Danois qu'un seul de leurs équipiers en lice, nécessaire pour le classement par équipes : Finn Thygesen. Il occupe le 13e rang. Les Allemands sont 4 à terminer la course et cette différence permet leur victoire au challenge par équipes. Battus sur ce terrain, 2 min 40 s seulement sont au débit de l'équipe danoise.

## Palmarès
- 1942
  -  Champion du Danemark sur route amateurs
  - Fyen Rundt
  - Rudersdalløbet
- 1943
  -  Champion du Danemark sur route amateurs
  - Rudersdalløbet
- 1944
  -  Champion du Danemark sur route amateurs
  - Fyen Rundt
  - Rudersdalløbet
  - Stjerneløbet
- 1945
  -  Champion du Danemark sur route amateurs
  - Rudersdalløbet
- 1946
  -  Champion du Danemark sur route amateurs
  - Rudersdalløbet
- 1947
  -  Champion du Danemark sur route amateurs
  -  Champion du Danemark du contre-la-montre amateurs
- 1949
  - Championnat des Pays nordiques par équipes (avec Knud Andersen, Borge Saxil et Freddy Ammentorp)
  - 2e du championnat du Danemark sur route amateurs
  - 3e du championnat des Pays nordiques
- 1950
  - Stjerneløbet
  - 3e du championnat du Danemark sur route amateurs
- 1951
  - Rudersdalløbet
- 1953
  -  Champion du Danemark sur route amateurs
  - Championnat des Pays nordiques par équipes (avec Eluf Dalgaard, Helge Hansen, et Jorgen Frank Rasmussen)
  - Course de la Paix :
    - Classement général
    - 2e étape

  - 3e des Sex-Dagars
- 1955
  - Championnat des Pays nordiques par équipes (Jorgen Frank Rasmussen, Fritz Ravn et Eluf Dalgaard)
  - 2e du championnat des pays nordiques

## Résultats par courses

### Championnat du monde sur route (amateurs)
- 1946 : 11e
- 1948 : 16e
- 1949 : 9e
- 1950 : 20e
- 1951 : 16e
- 1954 : 42e

### Course de la Paix
- 1952 : abandon[4]
- 1953 : 1er, vainqueur d'une étape, 2e du classement par équipes avec le Danemark
- 1954 : 14e, (3e du classement par équipes)
- 1955 : 10e